# Paul Gautsch
Paul Gautsch Freiherr von Frankenthurn (né le 26 février 1851 à Döbling et mort le 20 avril 1918 à Vienne) est une personnalité politique autrichienne.
Il est ministre-président d'Autriche au cours de trois périodes : 
- du 30 novembre 1897 au 5 mars 1898
- du 31 décembre 1904 au 2 mai 1906
- du 28 juin au 3 novembre 1911

Il reçoit le titre de docteur honoris causa de l'Université Jagellonne de Cracovie en 1887.